# Эдельгериев, Руслан Сайд-Хусайнович
Русла́н (Абубакар) Сайд-Хуса́йнович Эдельгери́ев (род. 4 декабря 1974, с. Центарой, Шалинский район, Чечено-Ингушская АССР, РСФСР, СССР) — российский государственный деятель. Помощник Президента Российской Федерации с 14 мая 2024 года. Советник президента Российской Федерации по вопросам изменения климата (2018—2024). Действительный государственный советник Российской Федерации 3-го класса (2018).
Председатель правительства Чеченской Республики (24 мая 2012 — 25 июня 2018). Член партии Единая Россия.

## Биография
Родился 4 декабря 1974 года в селе Центарой Шалинского района (ныне село Ахмат-Юрт Курчалоевского района) Чечено-Ингушской АССР.
Родители — педагоги средней общеобразовательной школы № 1 села Центарой. Мать — Вера Афанасьевна Дерябина, депутат парламента Чеченской Республики II и III созывов, была школьной учительницей главы Чечни Рамзана Кадырова. Отец — чеченец, родом из Центароя, работал преподавателем физкультуры
В 1991 году окончил среднюю школу в Центорое. В 1992—1994 годах служил в Вооружённых силах.
С апреля 1994 по февраль 2004 года — служба в ОВД города Славянск-на-Кубани (Краснодарский край).
В 2002 году окончил Краснодарский юридический институт МВД России по специальности «юриспруденция».
С февраля 2004 по май 2007 года — служба в РОВД Курчалоевского района Чечни.
С мая по 20 декабря 2007 года — начальник отдела «Р» ОМСН «Терек».
С 21 декабря 2007 по 11 января 2008 года — первый заместитель министра сельского хозяйства Чеченской Республики.
С 11 по 22 января 2008 года — исполняющий обязанности министра сельского хозяйства Чеченской Республики.
С 22 января 2008 по 24 мая 2012 года — заместитель Председателя правительства Чеченской Республики — министр сельского хозяйства Чеченской Республики.
В 2010 году окончил Чеченский государственный университет по специальности «технология производства и переработки сельскохозяйственной продукции».
С 24 мая 2012 по 25 июня 2018 года — Председатель правительства Чеченской Республики.
В 2014 году окончил Кубанский государственный аграрный университет по специальности «садоводство».
С 22 июня 2018 года — Советник президента Российской Федерации по вопросам изменения климата.
С 18 июля 2018 года — специальный представитель президента Российской Федерации по вопросам климата.
14 мая 2024 года назначен помощником Президента Российской Федерации.

## Семья
Женат, шестеро детей (четверо сыновей и две дочери).

## Классный чин
- Действительный государственный советник Российской Федерации 3-го класса (2018)

## Награды
- Орден Александра Невского (2024)[6]
- Орден имени Ахмата Кадырова
- Медаль «Памяти Ахмат—Хаджи Кадырова, первого Президента Чеченской Республики» (30 декабря 2017) — за исключительные заслуги перед Чеченской Республикой, деятельность, получившую общественное признание
- Заслуженный работник государственной службы Чеченской Республики (25 июня 2018) — за вклад в становление и совершенствование работы органов государственной власти Чеченской Республики